# Maurice Paschoud
Maurice Paschoud (* 21. Juli 1882 in Lutry; † 18. Oktober 1955 in Lausanne; reformiert; heimatberechtigt in Lutry und Forel (Lavaux)) war ein Schweizer Politiker (FDP) und Hochschullehrer.

## Biografie
Maurice Paschoud kam als Sohn des Notars und freisinnigen Politikers David Paschoud und der Ida geborene Lugrin zur Welt. Nach dem Erwerb eines Diploms an der Ingenieurschule Lausanne im Jahr 1904 belegte Paschoud zwischen 1905 und 1908 ein Studium der Mathematik an der Sorbonne, wo er 1906 das Lizenziat erhielt sowie 1914 seine Promotion abschloss.
In der Folge war er zuerst als Lehrer am naturwissenschaftlichen Gymnasium, anschliessend am naturwissenschaftlichen Progymnasium in Lausanne tätig, bevor er ab 1920 als Professor an der Ingenieurschule sowie an der naturwissenschaftlichen Fakultät der Universität Lausanne, an der er zwischen 1928 und 1930 auch als Rektor amtierte, wirkte. Zudem war er Mitglied in der akademischen Gesellschaft Belles-Lettres.
Nach seinem Rückzug aus der Politik Ende 1931 fungierte Paschoud als Mitglied der Generaldirektion der SBB. Ferner hatte er ein Verwaltungsratsmandat bei der Swissair inne. Überdies diente er in der Schweizer Armee im Rang eines Obersten.
Maurice Paschoud, der 1919 Rosa-Nelly geborene Suter ehelichte, verstarb am 18. Oktober 1955 im Alter von 73 Jahren in Lausanne. Sein Halbbruder Albert war ebenfalls für die Freisinnige Partei politisch aktiv.

## Politische Karriere
Als Mitglied der Freisinnigen Partei gehörte Paschoud von 1926 bis 1930 der Legislative im Gemeinderat von Lausanne an. Parallel dazu nahm er von 1928 bis 1930 Einsitz in den Nationalrat. Zuletzt leitete er zwischen 1930 und 1931 als Staatsrat das Erziehungs- und Kirchendirektionsdepartement.

## Ehrung
- Die Universität Lausanne würdigte Maurice Paschoud mit der Verleihung des Ehrendoktorats.

## Archive
- Waadtländer Staatsarchiv: Dossier SDA